# 孔晓宏
孔晓宏（1966年7月—），男，汉族，安徽庐江人，中华人民共和国政治人物，第十三届全国人民代表大会安徽地区代表。安徽农业大学农学专业毕业，研究生学历。

## 生平
1989年7月加入中国共产党。2000年9月，任亳州市发展计划委员会主任。2003年11月，任淮北市人民政府副市长。2006年9月，任中共淮北市委常委、副市长。2008年8月，任安徽省发展和改革委员会副主任。2013年6月，任中共滁州市委副书记。
2015年4月，任中共黄山市委副书记、市长。2018年2月24日，当选为第十三届全国人大代表。2019年8月，任中共宣城市委副书记、市长。2021年5月，任中共宣城市委书记，2022年12月，被免去中共宣城市委书记一职，改任安徽省政协副秘书长。
2023年5月，孔氏因涉嫌严重违纪违法，主动投案，接受安徽省纪委监委纪律审查和监察调查。2024年1月，他因为严重违法违纪遭安徽省纪委监委开除党籍和公职。